# Laura Tarantola
Laura Tarantola, född 8 juni 1994, är en fransk roddare.
Tarantola tog silver tillsammans med Claire Bové i lättvikts-dubbelsculler vid olympiska sommarspelen 2020 i Tokyo.